# Национальная академия Национальной гвардии Украины
Национальная академия Национальной гвардии Украины (укр. Національна академія Національної гвардії України) — высшее военное учебное заведение расположенное в городе Харьков. Академия является одним из старейших военных заведений Украины.
Академия — многопрофильное высшее военное учебное заведение IV уровня аккредитации, которая по госзаказу осуществляет подготовку офицеров всех образовательно-квалификационных уровней для внутренних войск и органов внутренних дел Украины, других военных формирований Украины. Подготовка военных специалистов осуществляется по таким направлениям: «Военное управление», «Автомобильный транспорт», «Инженерная механика. Вооружение и военная техника», «Менеджмент», «Филология» «Военное управление со средствами связи».
Кроме того, в академии осуществляется подготовка гражданских специалистов по таким направлениям: «Автомобильный транспорт», «Менеджмент» и «Филология».
В академии также, осуществляется подготовка офицеров запаса, для студентов академии, а также студентов Харьковского национального технического университета сельского хозяйства и Харьковского государственного университета питания и торговли

## История
26 декабря 1931 года решением коллегии ОГПУ в пригороде Харькова — посёлке Померках, была создана 2-я нормальная школа пограничной охраны и войск ОГПУ.
В состав школы входили специальные и кавалерийские подразделения, автобронетанковое и артиллерийское отделение, дивизион связи, позже были включены отделения подготовки лётчиков и техников вооружения.
Срок обучения в школе — 2 года, для лётчиков — 3 года.
В 1934 году школа была переименована во 2-ю объединённую пограничную школу им. Ф. Э. Дзержинского.
В апреле 1938 года 2-я объединённая пограничная школа стала называться Харьковским военным училищем пограничных и внутренних войск НКВД им. Ф. Э. Дзержинского.
С учётом опыта боевых действий в 1938—1940 годах были пересмотрены программы и учебные планы военных училищ НКВД. Обучение курсантов ещё больше приблизилось к потребности войск, к боевому применению. В связи с этим были внесены изменения в материально-техническую базу училища: созданы опорные учебные укрепления наподобие финских, отрабатывались элементы боя во взаимодействии с танками и артиллерией. Занятия обеспечивались новейшими образцами военной техники, приспособлениями и пособиями того времени.
В 1941 году училище получило новое название — Харьковское кавалерийское пограничное училище НКВД им. Ф. Э. Дзержинского.
В октябре 1941 года училище было передислоцировано в Ташкент, а позже в Алма-Ату, где оно получает новое наименование: Алма-Атинское пограничное военное училище им. Ф. Э. Дзержинского и продолжает подготовку кадров для фронтовых частей. За годы войны 45 военнослужащих училища совершили героические поступки, которые были высоко оценены государством. Они были награждены высшим знаком отличия СССР — золотой звездой Героя Советского Союза. Майору Голубеву В. М. эта почётная награда была присвоена дважды. В честь Героя Советского Союза — преподавателя училища Ивана Танкопия названа одна из улиц города Харькова.
В сентябре 1946 года состоялся первый послевоенный выпуск офицеров службы тыла. Это были воспитанники автоброневого отделения, которые в 1945 году были передислоцированы из Алма-Аты назад в Харьков. В 1947 году училище было объявлено образцовым среднетехническим учебным заведением.
В 1969 году училище подчинено Главному управлению внутренних войск МВД СССР.
1975 год — училище полностью перешло на обучение курсантов по программе высшего военного учебного заведения и стало называться Харьковским высшим военным училищем тыла МВД СССР (ХВВУТ МВД СССР).
Многое сделал для достижения успехов будущий командующий внутренних войск МВД СССР, генерал-майор Д. А. Крыгин, который возглавлял училище в 1981—1984 годах. И как результат, коллективу училища дважды (20 декабря 1983 года и 12 декабря 1984 года) было вручено переходящее Красное знамя МВД СССР за успешное исполнение заданий и высокие результаты, достигнутые в служебно-боевой деятельности, боевой подготовке, укреплении воинской дисциплины и тыловом обеспечении.
С получением Украиной независимости 24 августа 1991 года, на Украине появилось новое военное формирование Национальная гвардия Украины, которое начало нуждаться в соответствующих специалистах. Решением руководства государства и командования НГУ, 2 января 1992 года на базе училища создано Харьковское высшее военное училище Национальной гвардии Украины (ХВВУ НГУ).
Решением Межотраслевой аттестационной комиссии при Министерстве образования Украины от 29-30 июня 1995 года и Приказа Министерства образования Украины от 19 июля 1995 года № 215 училище было переименовано в соответствии с Законом Украины «Об образовании». Оно стало называться: «Военный институт Национальной гвардии Украины» (ВИ НГУ).
В 1999 году НГУ была расформирована, а институт был передан Главному управлению внутренних войск МВД Украины. С 1 марта 2000 года институт стал именоваться: «Военный институт Внутренних войск МВД Украины» (ВИ ВВ МВД Украины).
Военное заведение до 1992 года готовило специалистов для пограничных войск КГБ СССР. Вторые взвода считались пограничными. В 1990 году вышел документальный фильм о выпускниках училища. В 1993 году оставшиеся выпускники уезжали служить в страны СНГ. В 1994 году выпустились трёхгодичники младшими лейтенантами, которые через год возвращались в учебное заведение для получения окончательного высшего образования. C середины 80-х годов в учебном заведении обучались иностранцы, а именно офицеры из ДРА, позже МНР, последний выпуск которых состоялся в 1992 году.
Заведение также знаменательно тем, что имеет летний лагерь в с. Верхняя Писаревка, недалеко от границы Белгородской области. Курсанты жили в палатках, офицеры и командный состав в деревянных домиках. Абитуриенты для сдачи экзаменов приезжали именно сюда, здесь же и проходили курс молодого бойца. Круглый год выставлялся курсантский караул для охраны территории и объектов, службу несли по три дня.
Уничтожена вместе со всем командующим составом бригады НГУ "Лють" 2 ноября 2024 года.

## Известные личности

### Командиры и преподаватели
- Майский, Иван Матвеевич
- Комаров, Владимир Николаевич
- Кроник, Александр Львович
- Полторак, Степан Тимофеевич
- Пеньков, Владимир Иванович
- Морозов, Александр Александрович
- Святец, Александр Александрович

### Выпускники
- Чернышев, Сергей Валерьевич
- Баксов, Алексей Иванович
- Батаршин, Гильфан Абубекерович
- Богатырь, Иван Иванович
- Важеркин, Иван Васильевич
- Говорухин, Лев Алексеевич
- Голубев, Виктор Максимович
- Гульев, Александр Иванович
- Делегей, Николай Куприянович
- Донсков, Семён Иванович
- Жеребцов, Василий Григорьевич
- Зарубин, Иван Петрович
- Зиновьев, Иван Дмитриевич
- Иващенко, Иван Игнатьевич
- Казакевич, Даниил Васильевич
- Ковалевский, Анатолий Николаевич
- Ковшов, Александр Никифорович
- Козик, Емельян Васильевич
- Красиков, Александр Васильевич
- Кроник, Александр Львович
- Кузьмичев, Геннадий Юрьевич
- Лапин, Александр Николаевич
- Лихотворик, Владимир Степанович
- Логвин, Пётр Иванович
- Мартыненко, Иван Назарович
- Матюшев, Алексей Дмитриевич
- Махалин, Алексей Ефимович
- Меркулов, Матвей Кузьмич
- Мещеряков, Иван Иванович
- Мирович, Анатолий Иванович
- Михальков, Василий Фёдорович
- Морозов, Михаил Назарович
- Новиков, Борис Алексеевич
- Олейник, Иван Леонтьевич
- Онищенко, Александр Романович
- Петров, Григорий Петрович
- Прудников, Михаил Сидорович
- Пушанин, Иван Иванович
- Ракутин, Константин Иванович
- Рыхлов, Александр Дмитриевич
- Селищев, Тимофей Ильич
- Соболев, Дмитрий Филиппович
- Усов, Виктор Михайлович
- Чадайкин, Василий Иванович
- Чепурин, Филипп Фёдорович
- Чернопятко, Иван Давидович
- Чоловский, Константин Захарович
- Шамардин, Павел Зиновьевич